# Anarta halolimna
Anarta halolimna is een vlinder uit de familie uilen (Noctuidae). De wetenschappelijke naam is voor het eerst geldig gepubliceerd in 1998 door Gyulai & Varga.
De soort komt voor in Europa.